# بافل أبوت
بافل أبوت (بالبولندية: Paweł Abbott)‏ هو لاعب كرة قدم بولندي في مركز الهجوم، ولد في 5 مايو 1982 في يورك في المملكة المتحدة. شارك مع منتخب بولندا تحت 21 سنة لكرة القدم. أما مع النوادي، فقد لعب مع أركا غدينيا وأولدهام أثلتيك وبريستون نورث إيند وتشارلتون أثلتيك ورتش شوروزو وسوانزي سيتي ونادي ال كي اس ودز ونادي بوري ونادي دارلنجتون وهدرسفيلد تاون.

## وصلات خارجية
- بافل أبوت على موقع قاعدة بيانات كرة القدم.إي يو (الإنجليزية)
- بافل أبوت على موقع Soccerbase.com (لاعب) (الإنجليزية)
- بافل أبوت على موقع Soccerway.com (الإنجليزية)